# Horst von Hassel
Horst von Hassel (* 24. Mai 1928 in Langen bei Bremerhaven; † 5. Juni 2020 in Bremen) war ein deutscher Politiker. Er war in Bremen Senator.

## Biografie

### Ausbildung und Beruf
Von Hassel besuchte in Lehe die Oberrealschule. Sein Abitur erwarb er nach kriegsbedingten Unterbrechungen 1946. Er studierte Pädagogik am Pädagogischen Seminar in Bremerhaven und wurde 1952 nach der Prüfung Lehrer. Ab 1963 war er Schulleiter. Von 1967 bis 1971 wirkte er als Schulleiter der Heinrich-Heine-Schule in Bremerhaven beim Aufbau eines Gesamtschulversuchs mit. 
Von 1993 an wohnte er in Bremen. Dort starb er nach schwerer Krankheit am 5. Juni 2020.

### Politik
Von Hassel war ab 1961 Mitglied der SPD. In den 1970er-Jahren wurde er Stellvertretender Landesvorsitzender der SPD von Bremen. 1971 wurde er in die Bremer Bürgerschaft gewählt und war dort später Stellvertretender Fraktionsvorsitzender.
Nach den Bürgerschaftswahlen von 1979 war er als Nachfolger von Moritz Thape von 1979 bis 1983 Senator für das Bildungswesen im 4. Kabinett von Hans Koschnick. Ihm folgte in diesem Amt ab August 1983 Horst Werner Franke. Noch vor Ende der Legislaturperiode gab von Hassel das Senatorenamt auf, um die Aufgabe eines Dezernenten für Bildung und Kultur im Magistrat der Seestadt Bremerhaven von 1983 bis 1991 wahrzunehmen.

### Weitere Mitgliedschaften
- Mitglied im Rundfunkrat von Radio Bremen von um 1983 bis um 1991
- Vorsitzender des Landesverbandes Bremen im Deutschen Bibliotheksverband bis 2000
- Kulturinitiative Anstoß